# Bathiorhamnus
Bathiorhamnus es un género con 7 especies de plantas de la familia Rhamnaceae.  Se encuentra en Madagascar. Es el único miembro de la tribu Bathiorhamneae.

## Especies
- Bathiorhamnus capuronii Callm., Phillipson & Buerki
- Bathiorhamnus cryptophorus Capuron
- Bathiorhamnus dentatus (Capuron) Callm., Phillipson & Buerki
- Bathiorhamnus louvelii (H.Perrier) Capuron
- Bathiorhamnus macrocarpus (Capuron) Callm., Phillipson & Buerki
- Bathiorhamnus reticulatus (Capuron) Callm., Phillipson & Buerki
- Bathiorhamnus vohemarensis Callm., Phillipson & Buerki

## Taxonomía
Bathiorhamnus fue descrito por René Paul Raymond Capuron y publicado en Adansonia: recueil périodique d'observations botanique, n.s. 5: 121–123, en el año 1966. La especie tipo es: Bathiorhamnus louvelii (H. Perrier) Capuron. 